# Adeyemi Talabi
Adeyemi Talabi (* 25. Dezember 2002 in Longford) ist eine irische Leichtathletin, die sich auf den Sprint spezialisiert hat.

## Sportliche Laufbahn
Erste internationale Erfahrungen sammelte Adeyemi Talabi im Jahr 2018, als sie bei den U18-Europameisterschaften in Győr mit der irischen Sprintstaffel (1000 Meter) mit 2:13,64 min im Vorlauf ausschied. Im Jahr darauf verpasste sie bei den U20-Europameisterschaften in Borås mit 46,52 s den Finaleinzug in der 4-mal-100-Meter-Staffel und 2021 begann sie ein Studium an der University of Texas at Arlington. 2022 startete sie mit der irischen 4-mal-100-Meter-Staffel bei den Weltmeisterschaften in Eugene und schied dort mit 44,48 s in der Vorrunde aus.

## Persönliche Bestleistungen
- 100 Meter: 11,44 s (+1,5 m/s), 14. Mai 2022 in Lafayette
  - 60 Meter (Halle): 7,52 s, 9. Februar 2020 in Abbotstown
- 200 Meter: 23,82 s (+1,9 m/s), 14. Mai 2022 in Lafayette
  - 200 Meter (Halle): 24,62 s, 29. Januar 2022 in Lubbock